# Michel Ledoux
Michel Ledoux (19 de fevereiro de 1958) é um matemático francês, que trabalha com teoria das probabilidades. É professor da Universidade de Toulouse.
Ledoux obteve um doutorado em 1985 na Universidade de Estrasburgo, orientado por Xavier Fernique, com a tese Propriétés limites des variables aléatoires vectorielles.
Trabalha dentre outros com desigualdades isoperimétricas em análise e teoria das probabilidades.
Recebeu o Prix Servant de 2010. Foi palestrantes convidado do Congresso Internacional de Matemáticos em Seul (2014: Heat flows, geometric and functional inequalities).

## Obras
- com Michel Talagrand Probability in Banach spaces, Ergebnisse der Mathematik und ihrer Grenzgebiete, Springer Verlag 1991, 2. Edição 2002
- Isoperimetry and Gaussian analysis, Ecole d'été de Probabilités de St-Flour 1994. Lecture Notes in Math. 1648, Springer Verlag 1996, p. 165–294.
- The concentration of measure phenomenon. Introduction, References, Mathematical Surveys and Monographs 89, American Mathematical Society, 2001, 2. Edição 2005
- com P. Barbe Probabilité, Belin 1998, EDP Sciences 2007
- com Dominique Bakry, Ivan Gentil: Analysis and Geometry of Markov Diffusion Operators, Springer, Grundlehren der mathematischen Wissenschaften, 2014